# Heinrich Cohn (Rabbiner)
Chaim Heinrich Cohn (geboren 22. Januar 1889 in Basel; gestorben 20. März 1966 in London) war ein deutscher Rabbiner.

## Leben
Heinrich Cohn war ein Sohn des deutschen Rabbiners Arthur Cohn (1862–1926), der seit 1885 in Basel tätig war, und der Betty Markus. Er machte 1907 die Matura in Basel und besuchte die Jeschiwa in Preßburg. Ab 1908 studierte er in Lausanne, Basel und sechs Semester in Straßburg und ging dann an das Berliner Rabbinerseminar. Cohn legte das Staatsexamen als Oberlehrer für Englisch und Französisch ab, wurde 1912 an der Universität Straßburg promoviert und machte 1914 das Rabbinerexamen in Berlin. 1915/16 war er Rabbinatsverweser in Ansbach und war 1917/18 Feldrabbiner bei der deutschen Armeeabteilung A und der Armeeabteilung B an der Westfront.
Cohn war mit Lotte Calvary verheiratet. Er wurde 1917 Rabbiner des Berliner Synagogenvereins „Moabit und Hansabezirk“, vertrat Anfang der 1920er Jahre aber auch seinen erkrankten Vater in Basel. Ab 1933 war er außerdem zugleich Lehrer an der Adass Jisroel Volksschule in Berlin und Leiter der Religionsschule des Hansaviertels. 1939 floh Cohn mit seiner Frau über die Schweiz nach London. Cohn wurde in Großbritannien als Enemy Alien zeitweise interniert.

## Schriften

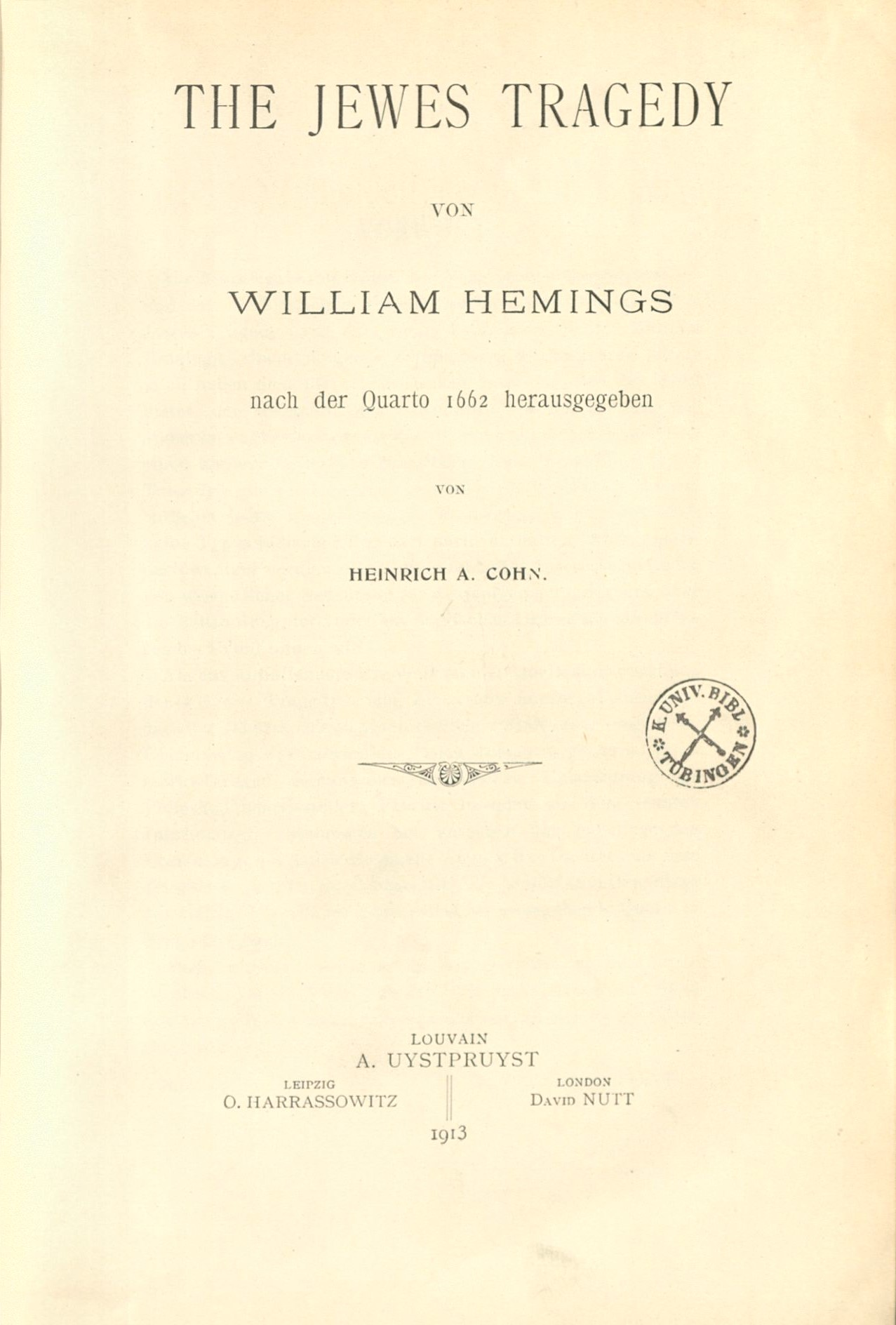
William Hemings: The Jewes Tragedy (1913)

- The Jewes Tragedy von William Hemings: Nach der Quarto 1662 herausgegeben. Louvain: Uystpruyst, 1913; Diss. Straßburg, 1912
- War der Urteilsspruch gegen Shylock im Kaufmann von Venedig gerecht? In: Der Israelit, 14. November 1912